# Aingeru Garay
Aingeru Garay Fernández (* 25. Juni 1998 in Galdakao) ist ein spanischer Skirennläufer.

## Karriere
Garay gab sein internationales Renndebüt am 5. Januar 2015 bei einem Juniorenrennen am Kreuzbergpass. Nur wenige Wochen später nahm er beim Europäischen Olympischen Winter-Jugendfestival in Vorarlberg und Liechtenstein an seinem ersten internationalen Großereignis teil. Allerdings schied Garay sowohl im Riesenslalom als auch im Slalom aus. Erfolgreicher verlief seine Teilnahme an den Olympischen Jugend-Winterspielen in Lillehammer ein Jahr später. Hier gelang ihm mit Rang 13 im Slalom eine Platzierung im vorderen Teil des Feldes.
In den darauffolgenden Jahren startete Garay, abgesehen von den jährlich stattfindenden Juniorenweltmeisterschaften, hauptsächlich bei FIS-Rennen.
Zu Ende der Saison 2018/19 wurde er erstmals spanischer Meister im Riesenslalom. Im darauffolgenden Winter konnte er an diese Erfolge anknüpfen, so erreichte er beim South American Cup seine ersten Podestplätze bei einer kontinentalen Rennserie.
Am 4. Januar 2023 gab Garay beim Slalom am Gudiberg sein Weltcupdebüt, wobei er jedoch bereits im ersten Durchgang ausschied. Wenige Wochen später nahm er erstmals an Alpinen Skiweltmeisterschaften teil. Bei den Wettkämpfen in Courchevel bzw. Méribel erreichte er mit Rang 29 im Riesenslalom sein bestes Ergebnis. Die Saison beschloss er mit dem spanischen Meistertitel im Slalom sowie dem Vizemeistertitel im Riesenslalom.

## Erfolge

### Weltmeisterschaften
- Courchevel/Méribel 2023: 29. Riesenslalom, 35. Slalom
- Saalbach 2025: 29. Slalom, DNF Riesenslalom

### Juniorenweltmeisterschaften
- Åre 2017: 42. Riesenslalom, 50. Super-G, 59. Abfahrt, DNF Slalom, DNF Alpine Kombination
- Davos 2018: 25. Riesenslalom, 25. Alpine Kombination, 38. Super-G, 51. Abfahrt
- Val di Fassa 2019: 13. Slalom, 34. Riesenslalom, 37. Abfahrt, 44. Super-G, DNF Alpine Kombination

### Europacup
- 4 Platzierungen unter den besten 15

### Far East Cup
- 4 Platzierungen unter den besten 15

### Nor-Am Cup
- 3 Platzierungen unter den besten 30

### South American Cup
- 6 Platzierungen unter den besten 10, davon 2 Podestplätze

### Olympische Jugend-Winterspiele
- Lillehammer 2016: 13. Slalom, 18. Alpine Kombination, 33. Super-G, DNF Riesenslalom

### Europäisches Olympisches Winter-Jugendfestival
- Malbun 2015: DNF Riesenslalom, DNF Slalom

### Weitere Erfolge
- 3 Siege bei FIS-Rennen
- Spanischer Meister im Riesenslalom (2019, 2023)
- Spanischer Meister im Slalom (2024)
- Spanischer Vizemeister im Riesenslalom (2021, 2024, 2025)
- Spanischer Vizemeister im Slalom (2021, 2023)
- Bronze bei den spanischen Meisterschaften im Slalom (2022)
- Bronze bei den spanischen Meisterschaften im Super-G (2017)